# Froidmont-Cohartille
Froidmont-Cohartille är en kommun i departementet Aisne i regionen Hauts-de-France i norra Frankrike. Kommunen ligger  i kantonen Marle som ligger i arrondissementet Laon. År 2022 hade Froidmont-Cohartille 246 invånare.

## Befolkningsutveckling
Antalet invånare i kommunen Froidmont-Cohartille
Referens: INSEE